# Les Jeunes Républicains
Les Jeunes Républicains (I Giovani Repubblicani) è l'organizzazione giovanile del partito politico francese I Repubblicani. Fino al 2015 l'organizzazione si chiamava Jeunes Populaires.

## Storia
I Jeunes Populaires furono fondati nel 2003 da Alain Juppé, presidente fondatore dell'UMP, e Marie Guévenoux come organizzazione giovanile della neonata Unione per un Movimento Popolare (UMP). La nuova organizzazione giovanile sostituì quella precedente del Raggruppamento per la Repubblica, Les Jeunes du RPR. Dopo le dimissioni di Alain Juppé dalla presidenza nell'estate di quell'anno, Marie Guévenoux prestò giuramento come presidente. Poco dopo, Guévenoux emanò un nuovo regolamento interno. Questa modifica allo statuto permise ai suoi membri di appartenere anche allo YEPP (organizzazione giovanile del PPE). Prima di questa "piccola rivoluzione", le due organizzazioni intrattenevano solo rapporti amichevoli. Gli altri membri dello YEPP dubitavano della costituzione democratica dei Jeunes Populaires, che erano sotto lo stretto controllo dell'UMP. Nel 2005, Marie Guévenoux si dimise dalla presidenza. Le furono offerti incarichi in un gabinetto ministeriale.
Il JPoP, ormai senza leader, aveva bisogno di una nuovo leadership. Fabien de Sans Nicolas, sostenuto da importanti esponenti dell'UMP francese come Nicolas Sarkozy e Brice Hortefeux, si è candidato. Alla fine è stato eletto all'unanimità.
Nell'agosto 2006, de Sans Nicolas, che al momento aveva 29 anni, fu rieletto per un mandato di due anni con l'89% dei voti. La rielezione fu poi dichiarata non valida poiché aveva superato il limite di età di 29 anni previsto per i Jeunes Populaires nel 2008. Il suo successore fu Benjamin Lancar, eletto nel 2008 con il 75% dei voti e rieletto nel 2010 con il 78% dei voti. La sua rielezione nel 2010 fu particolarmente controversa e offuscata dalle accuse di manipolazione verso di lui e i suoi sostenitori.
L'elezione per la leadership, originariamente prevista per il luglio 2012, è stata inizialmente posticipata a dopo le elezioni primarie dell'UMP nel novembre 2012. Il successivo risultato delle elezioni generò una forte controversia, che ebbe come conseguenza il rinvio a tempo indeterminato delle stesse, andando così ad evitare il proseguimento della disputa tra i sostenitori di Jean-François Copé e François Fillon durante la campagna elettorale interna. Tuttavia, Benjamin Lancar si è dimesso dalla presidenza il 31 dicembre 2013, dopo essere stato ammesso all'ENA. L'organizzazione ha quindi nominato una leadership collettiva di 22 persone, 11 delle quali sostenute da Copé e altre 11 da Fillon.
Alla fine del 2014, dopo che Nicolas Sarkozy è stato eletto presidente dell'UMP, Stéphane Tiki è stato nominato presidente dei Jeunes Populaires. Nel febbraio 2015, Tiki si è dimesso dalla presidenza dopo che a causa del suo status di residenza in Camerun, era risultato essere sprovvisto di permesso di soggiorno per la Francia. Mathieu Darnaud, il segretario dell'UMP responsabile del lavoro giovanile, ha assunto temporaneamente la guida dell'organizzazione. Tiki è rimasto ugualmente in carica. Secondo quanto riportato dai media, Sarkozy voleva consentire il ritorno di Tiki alla guida dei Jeunes Populaires non appena fosse stato chiarito il suo status di residenza.
Dopo il cambio di nome dell'UMP ne I Repubblicani, anche il nome dei Jeunes Populaires venne cambiato in Les Jeunes Républicains. Le elezioni interne previste per il settembre 2015, hanno visto Marine Brenier come unica candidata. Brenier fu eletta alle primarie con poco meno del 70% dei voti e con un'affluenza alle urne di poco inferiore al 23%.

## Presidenti
| Ritratto | Presidente             | Mandato                         | Note |
| -------- | ---------------------- | ------------------------------- | --- |
|          | Michaël Bullara        | novembre 2002 – febbraio 2003   | Ultimo presidente dei Jeunes du RPR, ha fondato i Jeunes Populaires e ne ha assicurato la transizione e i primi mesi di esistenza.                                                  |
|          | Marie Guevenoux        | febbraio 2003 – settembre 2005  | Nominata presidente nel febbraio 2003 dalla dirigenza dell'UMP, eletta solo nel settembre 2004 dal Consiglio nazionale.                                                             |
|          | Fabien de Sans Nicolas | settembre 2005 – settembre 2008 | Ha svolto la funzione di presidente ad interim da settembre 2005 ad agosto 2006 in seguito alle dimissioni di Marie Guevenoux, poi eletto nell'agosto 2006 dal Consiglio nazionale. |
|          | Benjamin Lancar        | settembre 2008 – dicembre 2012  | |
|          | direzione collegiale   | dicembre 2013 – dicembre 2014   | |
|          | Stéphane Tiki          | dicembre 2014 – febbraio 2015   | |
|          | Marine Brenier         | settembre 2015 – luglio 2017    | |
|          | direzione collegiale   | marzo – novembre 2018           | |
|          | Aurane Reihanian       | novembre 2018 – aprile 2021     | |
|          | Guilhem Carayon        | aprile 2021 – settembre 2024    | |
|          | Manon Deliot           | dall'ottobre 2014               | |